# Helon Habila
Helon Habila (* listopad 1967) je nigerijský spisovatel, novinář a básník, který střídavě žije v Nigérii a v USA. Je členem sdružení afrických spisovatelů, neziskové organizace African Writers Trust.

## Stručný životopis
Helon Habila pochází z okresu Kaltungo ve státě Gombe na východě Nigérie. Po studiích na domácí univerzitě v městě Jos pracoval jako redaktor kulturní rubriky v redakci nigerijského deníku Vanguard. Po prvních spisovatelských úspěších obdržel Habila pozvání od Východoanglické university (University of East Anglia) v britském Norwichi, kde následně působil jako odborný asistent. V letech 2005/2006 pracoval jako asistent profesora Chinua Achebe na Bard College ve státě New York v USA. Od července 2013 do června 2014 prožil Helon Habila jeden rok v Berlíně v rámci stipendia DAAD (Deutscher Akademicher Austaschendienst), kde začal psát své další dílo, pracovně nazvané The Fortress (Pevnost). Helon Habila žije s manželkou a třemi dětmi po většinu roku ve Fairfaxu ve státě Virginie (USA), kde působí na George Mason University jako externí profesor.

## Tvorba a ocenění
V roce 2001, v době, kdy ještě působil v redakci Vanguardu, publikoval Habila povídku Love Poems, za kterou následně získal cenu Caine Prize, určenou anglicky píšícím africkým autorům. Tato povídka byla ve skutečnosti textem, vyňatým z jeho budoucího románu Waiting for an Angel (Čekání na anděla), který vyšel v roce 2002. Za Čekání na anděla získal Helon Habila v roce 2003 v rámci afrického regionu Cenu Commonwealthu za nejlepší prvotinu (Commonwealth Writers Prize for Best First Novel). Za svůj druhý román Measuring Time  (Měření času), vydaný v roce 2007, získal Habila Literární cenu Virginské knihovny (Library of Virginia). V roce 2010 (v USA v roce 2011) vyšel Habilův třetí román Oil on Water (Ropa na vodě). V knize popisuje tragický osud lidí, žijících v deltě řeky Niger uprostřed každodenních krvavých střetů mezi zástupci státu, ropných společností a různých ozbrojených skupin. Za toto dílo získal Helon Habila následující ocenění: Commonwealth Writers Prize (2011), Orion Book Award (2012), PEN/Open Book Award (2012) a  Windham–Campbell Literature Prize (2015). Román Oil on Water vyšel česky pod názvem Mrtvá voda v brněnském nakladatelství MOBA v roce 2014.